# Nahum Tate
Nahum Tate (1652 – 30 juliol 1715) fou un poeta irlandès, escriptor d'himnes i lletrista, qui esdevingué el poeta oficial d'Anglaterra l'any 1692.

## Vida
Nahum Teate nasqué a Dublín d'una família de clergues puritans. Era el fill de Faithful Teate, un clergue irlandès que havia estat rector de Castleterra, Ballyhaise, fins que la seva casa fou cremada i la seva família atacada després que passés informació al govern sobre plans per la rebel·lió irlandesa de 1641. Després de viure als habitatges del rector del Trinity College de Dublín, Faithful Teate es mudà a Anglaterra, com incumbent a East Greenwich al voltant de 1650, i "predicador de l'evangeli" a Sudbury de 1654 a 1658, abans de retornar a Dublín al voltant de 1660. Publicà un poema en la Trinity titulat Ter Tria, així com alguns sermons, dos dels quals va dedicar a Oliver i Henry Cromwell.
Nahum Teate seguí el seu pare al Trinity College l'any 1668, i es graduà l'any 1672. Al voltant de 1676 s'havia mudat a Londres i escrivia per viure. L'any següent havia adoptat l'ortografia Tate, que romandria fins a la seva mort, l'any 1715, en Southwark, Londres. Fou enterrat a St George Southwark l'1 d'agost de 1715.

## Obres

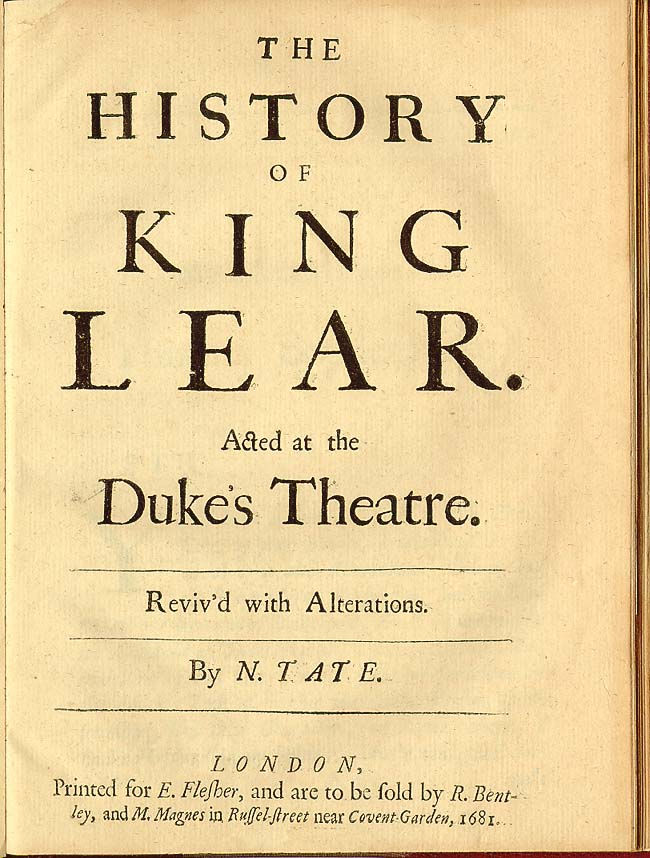
Coberta de la versió de Tate d'El Rei Lear

Tate publicà un volum de poemes a Londres l'any 1677, i regularment escrigué per al teatre. Dedicà Brutus of Alba, or The Enchanted Lovers (1678), una tragèdia sobre Dido i Enees, a Charles Sackville, 6è comte de Dorset; que va ser adaptada al libretto per l'òpera Dido i Enees de Henry Purcell (de l'any 1688 o abans). The Loyal General, amb pròleg de Dryden, fou representada al Teatre Jardí de Dorset l'any 1680.
Aleshores, Tate començà a fer una sèrie d'adaptacions de drames elisabetians. La seva versió de Richard II de William Shakespeare alterà els noms dels personatges i canvià el text de manera que cada escena, per utilitzar les seves paraules pròpies, era "plena de respecte a la Majestat i la dignitat de les corts"; però, malgrat aquestes precaucions The Sicilian Usurper (1681), com s'anomenava la seva versió, fou suprimida en la tercera actuació a causa d'una possible interpretació política. L'any 1681, Thomas Betterton representà la versió de Tate d'El Rei Lear, que ometia completament el personatge del Tonto i acabava de manera feliç amb el matrimoni entre Cordelia i Edgar. (Encara que Joseph Addison protestà contra aquesta mutilació de Shakespeare, Samuel Johnson defensà la justícia poètica de l'adaptació de Tate). Coriolà va esdevenir The Ingratitude of a Commonwealth, representada al Teatre Reial l'any 1682. La farsa de Tate Duke and no Duke (impresa per primer cop l'any 1685, però representada al Teatre Reial) imitava Trappolin suppos'd a Prince d'Aston Cockayne. Tate va continuar aquesta sèrie fins a l'any 1707.